# Adenochilus
Adenochilus is een geslacht uit de orchideeënfamilie (Orchidaceae). Het geslacht telt twee soorten. De soort Adenochilus gracilis komt voor in Nieuw-Zeeland en de soort Adenochilus nortonii in Oost-Australië.

## Soorten
- Adenochilus gracilis Hook.f.
- Adenochilus nortonii Fitzg.